# Cruzadas (Tucumán)
Cruzadas fue una organización de lesbianas y bisexuales de la provincia de Tucumán fundada en junio de 2009. La organización surgió de la necesidad generar espacios de encuentro y debate para lesbianas, así como actividades en torno a la visibilización lésbica como una acción política en Tucumán y la región del noroeste argentino.

## Trayectoria
La consolidación de Cruzadas como agrupación se sitúa en un contexto previo a la sanción de la Ley Matrimonio Igualitario Nº 26.618. En ese momento, si bien ya existían algunos espacios dedicados a la promoción de la diversidad sexual, no había en la provincia un espacio específico en el que hablar de lesbianismo entre lesbianas.
A nivel de participación política local, durante los años de actividad Cruzadas articuló acciones con distintos actores políticos de la provincia, como la COMPA (Coordinadora de Organizaciones y Movimientos Populares de Argentina) del Frente Popular Darío Santillán, organizaciones independientes como Las Liliths, Diversión Antifascista y Hojas de Trébol. También colaboró con medios de comunicación alternativos, como ContraPunto y AnRed.
A lo largo de su historia, si bien el número de integrantes de Cruzadas fue variando, la agrupación estuvo conformada por alrededor de 8 personas estables, entre ellas Graciela Colombres Garmendia (fundadora), Mariana Rodríguez Fuentes (fundadora), Mariana Paterlini, Lis Mendoza, María Cheín, Estefanía Cajeao, Milagro Mariona, Celina Barrionuevo, Emilia Dzcienzarsky, la mayoría estudiantes universitarias, todas residentes dentro de San Miguel de Tucumán, y, salvo algunas excepciones, en general no contaban con experiencia previa de activismo.
La organización se mantuvo activa de manera ininterrumpida desde su creación hasta mediados de 2012. Sin embargo, entre 2017 y 2018 realizaron algunas actividades de visibilización lésbica como Cruzadas.

## Acciones
Entre algunas de las acciones desarrolladas por la organización se puede mencionar las siguientes acciones públicas vinculadas a la reivindicación de una sexualidad no heteronormada: Festivales por la Diversidad Sexual (edición 2010 y 2011) ciclos de cine temáticos, talleres de lesbofobia entre y hacia lesbianas con la colaboración de Desalambrando Buenos Aires, mateadas en plazas y parques como espacios de encuentro y contención.